# 蒙特內格羅 (朗多尼亞州)
10°17′40″S 63°19′31″W / 10.29444°S 63.32528°W
蒙特內格羅（葡萄牙語：Monte Negro），是巴西的城鎮，位於該國西北部，由朗多尼亞州負責管轄，始建於1992年2月13日，面積1,931平方公里，2010年人口14,090，人口密度每平方公里7.3人。